# 인천연안초등학교
인천연안초등학교는 대한민국 인천광역시 중구에 있는 공립 초등학교이다.

## 학교 연혁
- 1988.05.04 개교기념식 거행
- 1992.02.01 24학급 편성
- 1992.11.11 급식소 준공, 조리실 1실, 식당 1실
- 2000.11.05 평생교육 운영 최우수학교로 선정
- 2002.12.27 식당 연결통로 설치
- 2004.03.01 인천광역시지정 과학교육 시범학교
- 2005.02.06 제15회 졸업
- 2005.11.14 과학교육 시범학교 사이버 보고
- 2005.11.14 인천광역시남부교육지원청 교육장기 초등·중학교 줄넘기대회 초등부 종합우승
- 2007.03.01 컴퓨터실 현대화
- 2007.09.01 제8대 김천식 교장 부임
- 2008.02.15 제18회 졸업
- 2008.11.21 인천광역시교육청 지정 수업개선연구학교 1/2년차 보고회
- 2009.02.15 제19회 졸업식
- 2009.02.28 컴퓨터실 현대화(PC 30대, 빔프로젝터 설치)
- 2009.03.01 15학급 편성
- 2009.11.04 인천광역시교육청 지정 수업개선시범학교 종결 보고회
- 2010.03.01 15학급 편성
- 2010.09.01 제9대 권상일 교장선생님 부임
- 2011.01.15 다목적강당(어울림터) 준공
- 2011.02.11 제21회 졸업식
- 2011.03.01 13학급 편성
- 2012.03.01 12학급 편성
- 2012.12.06 환경개선공사 준공
- 2012.12.10 2년 연속 기초학력 미달학생 제로 달성 교육장 표창
- 2013.01.16 방과후교실 구축
- 2013.04.15 인천광역시남부교육지원청 체험수학 중심학교 지정
- 2013.06.12 CCTV 설치
- 2013.08.13 보건실 현대화
- 2013.11.26 학교평가 우수학교 표창
- 2014.02.14 제24회 졸업식(누적인원: 2,658명)
- 2014.03.01 11학급 편성